# Voltammetria a elettrodo rotante
La voltammetria a elettrodo rotante è una tecnica idrodinamica con elettrodo rotante nella quale l'elettrodo di lavoro, normalmente un elettrodo a disco rotante o elettrodo ad anello rotante, è ruotato ad alte velocità con frequenze che variano da una a due migliaia di giri al minuto. In questo modo i moti convettivi generati dalla rotazione annullano l'effetto esclusivo dovuto al solo fenomeno della diffusione ionica.
È una metodica utilizzata per lo studio della cinetica e del meccanismo di reazione dei sistemi redox.